# Patrick Ndururi
Patrick Ndururi (21 januari 1969) is een voormalig Keniaanse atleet die was gespecialiseerd in de 800 m. Met zijn persoonlijk record van 1.42,62 liep hij op 13 augustus 1997 de tiende snelste tijd ooit op deze afstand.
Patrick Ndururi heeft het meetingrecord van Nacht van de Atletiek in handen met een tijd van 1.43,82.

## Persoonlijke records
| Onderdeel | Prestatie | Datum            | Plaats |
| --------- | --------- | ---------------- | ------ |
| 400 m     | 46,09 s   | 5 september 1995 | Rieti  |
| 800 m     | 1.42,62   | 13 augustus 1997 | Zürich |

## Prestaties

### Kampioenschappen
| Jaar | Wedstrijd                   | Plaats    | Resultaat | Onderdeel | Tijd    |
| ---- | --------------------------- | --------- | --------- | --------- | ------- |
| 1995 | Military World Games        | Rome      | 3e        | 400 m     | 46,02 s |
| 1997 | Grand Prix Finale           | Fukuoka   | 2e        | 800 m     | 1.43,45 |
| 1997 | WK                          | Athene    | 7e        | 800 m     | 1.45,24 |
| 1998 | Goodwill Games              | Uniondale | 1e        | 800 m     | 1.45,30 |
| 1998 | Afrikaanse kampioenschappen | Dakar     | 2e        | 800 m     | 1.45,85 |

### Golden League-podiumplekken
| Jaar | Wedstrijd         | Plaats | Resultaat | Onderdeel | Tijd    |
| ---- | ----------------- | ------ | --------- | --------- | ------- |
| 1998 | Golden Gala       | Rome   | 1e        | 800 m     | 1.42,90 |
| 1998 | Herculis          | Monaco | 2e        | 800 m     | 1.43,21 |
| 1998 | Weltklasse Zürich | Zürich | 3e        | 800 m     | 1.43,21 |